# مجلس الوزراء الكويتي 2024
مجلس الوزراء الكويتي (يناير 2024) أو حكومة الشيخ محمد صباح السالم ، هي الحكومة الكويتية الرابعة والأربعون في تاريخ دولة الكويت منذ الاستقلال في عام 1961، تشكلت الحكومة صباح يوم الأربعاء 17 يناير 2024 وفقاً للمرسوم رقم 1 لسنة 2024 الذي أصدره صاحب السمو الشيخ مشعل الأحمد الجابر الصباح أمير دولة الكويت وذلك بعد استقالة الحكومة السابقة برئاسة الشيخ أحمد نواف الأحمد الصباح في 20 ديسمبر 2023 بعد تولي الشيخ مشعل الأحمد الحكم في 16 ديسمبر 2023 حيث أصدر أمير دولة الكويت في 4 يناير 2024 أمر أميري بتعيين الشيخ الدكتور محمد صباح السالم الصباح رئيساً لمجلس الوزراء وتكليفه بترشيح أعضاء الحكومة الجديدة وصدر مرسوم تشكيل الحكومة في صباح يوم الأربعاء 17 يناير 2024. وفي 6 أبريل 2024 قدمت الحكومة استقالتها إلى أمير دولة الكويت تطبيقاً للمادة 57 من الدستور التي تنص على تشكيل حكومة جديدة بعد الانتخابات البرلمانية. وفي 7 أبريل 2024 أصدر أمير دولة الكويت أمر أميري بقبول استقالة رئيس مجلس الوزراء والوزراء على أن يستمر كل منهم بتصريف العاجل من شؤون منصبه لحين تشكيل الحكومة الجديدة.

## أعضاء مجلس الوزراء

### التشكيل الوزاري منذ 28 يناير 2024 حتى نهاية فترة الحكومة
| الأسم | المنصب                                                                            |
| --- | --------------------------------------------------------------------------------- |
| الشيخ الدكتور محمد صباح السالم الصباح                                                                               | رئيس مجلس الوزراء                                                                 |
| الشيخ فهد يوسف سعود الصباح                                                                                          | نائب رئيس مجلس الوزراء وزير الدفاع وزير الداخلية بالوكالة                         |
| شريدة عبدالله المعوشرجي                                                                                             | نائب رئيس مجلس الوزراء وزير الدولة لشؤون مجلس الوزراء                             |
| الدكتور عماد محمد العتيقي                                                                                           | نائب رئيس مجلس الوزراء وزير النفط                                                 |
| عبد الرحمن بداح المطيري                                                                                             | وزير الإعلام والثقافة                                                             |
| الدكتور أحمد عبدالوهاب العوضي                                                                                       | وزير الصحة                                                                        |
| الشيخ فراس سعود المالك الصباح                                                                                       | وزير الشؤون الاجتماعية وشؤون الأسرة والطفولة                                      |
| الدكتور أنور علي المضف                                                                                              | وزير المالية وزير الدولة للشؤون الاقتصادية والاستثمار                             |
| الدكتور سالم فلاح الحجرف                                                                                            | وزير الكهرباء والماء والطاقة المتجددة وزير الدولة لشؤون الإسكان                   |
| داوود سليمان معرفي                                                                                                  | وزير الدولة لشؤون مجلس الأمة وزير الدولة لشؤون الشباب وزير الدولة لشؤون الأتصالات |
| الدكتور عادل محمد العدواني                                                                                          | وزير التربية وزير التعليم العالي والبحث العلمي                                    |
| عبدالله حمد الجوعان                                                                                                 | وزير التجارة والصناعة                                                             |
| عبد الله علي اليحيا                                                                                                 | وزير الخارجية                                                                     |
| المستشار فيصل سعيد الغريب                                                                                           | وزير العدل وزير الأوقاف والشؤون الإسلامية                                         |
| الدكتورة نورة محمد المشعان                                                                                          | وزيرة الأشغال العامة وزيرة الدولة لشؤون البلدية                                   |
| في 28 يناير 2024 صدر مرسوماً بتعين شريدة عبدالله المعورشجي نائباً لرئيس مجلس الوزراء ووزيرًا للدولة لشؤون مجلس الوزراء |                                                                                   |

### التشكيل الوزاري خلال الفترة 17 يناير 2024 حتى 28 يناير 2024
| الاسم                   | المنصب                                                                               |
| ----------------------- | ------------------------------------------------------------------------------------ |
| محمد صباح السالم الصباح | رئيس مجلس الوزراء                                                                    |
| فهد يوسف سعود الصباح    | نائب رئيس مجلس الوزراء وزير الدفاع وزير الداخلية بالوكالة                            |
| عماد محمد العتيقي       | نائب رئيس مجلس الوزراء وزير النفط                                                    |
| عبد الرحمن بداح المطيري | وزير الإعلام والثقافة                                                                |
| أحمد عبد الوهاب العوضي  | وزير الصحة                                                                           |
| فراس سعود المالك الصباح | وزير الشؤون الاجتماعية وشؤون الأسرة والطفولة وزير الدولة لشؤون مجلس الوزراء بالوكالة |
| أنور علي المضف          | وزير المالية وزير الدولة للشؤون الاقتصادية والاستثمار                                |
| سالم فلاح الحجرف        | وزير الكهرباء والماء والطاقة المتجددة وزير الدولة لشؤون الإسكان                      |
| داوود سليمان معرفي      | وزير الدولة لشؤون مجلس الأمة وزير الدولة لشؤون الشباب وزير الدولة لشؤون الأتصالات    |
| عادل محمد العدواني      | وزير التربية وزير التعليم العالي والبحث العلمي                                       |
| عبدالله حمد الجوعان     | وزير التجارة والصناعة                                                                |
| عبد الله علي اليحيا     | وزير الخارجية                                                                        |
| فيصل سعيد الغريب        | وزير العدل وزير الأوقاف والشؤون الإسلامية                                            |
| نورة محمد المشعان       | وزيرة الأشغال العامة وزيرة الدولة لشؤون البلدية                                      |